# Ruta 15 (Paraguay)
La Ruta Nacional PY15, también denominada Corredor Bioceánico o Ruta Bioceánica, es una carretera en construcción en Paraguay que se extiende a lo largo de 532 km a través del Chaco paraguayo. Conecta la localidad de Carmelo Peralta, en la frontera con Brasil, con Pozo Hondo, en la frontera con Argentina. Forma parte de un proyecto estratégico para mejorar la conectividad vial del país y promover la integración regional.
La PY15, junto con las rutas PY14 y PY16, representa una de las primeras conexiones viales significativas para el departamento de Alto Paraguay, históricamente aislado. En el extremo oriental de la ruta se encuentra en construcción un puente internacional sobre el río Paraguay, que unirá Carmelo Peralta con Porto Murtinho (Brasil).
Este corredor forma parte de un megaproyecto de integración regional que busca establecer una vía terrestre eficiente entre los puertos del océano Pacífico, como Antofagasta e Iquique (Chile), y el puerto de Santos (Brasil), sobre el océano Atlántico. De esta forma, se espera que la ruta se convierta en un importante eje logístico interoceánico, involucrando principalmente a Paraguay, Brasil, Argentina y Chile, y en menor medida a Bolivia.
En febrero de 2022, fueron inaugurados 275 km del trazado, correspondientes al tramo entre Carmelo Peralta y Loma Plata, en el departamento de Boquerón. En 2025 ya se estaban pavimentando otros 224 kilómetros entre las ciudades de Mariscal Estigarribia y Pozo Hondo, en el límite con Argentina, estando prevista su finalización para 2026, concluyéndose básicamente la ruta.

## Localidades atravesadas
De este a oeste, las principales localidades por las que atraviesa la Ruta Nacional PY15 son:
| Kilómetro | Localidad                                                                        | Departamento  | Empalme |
| --------- | -------------------------------------------------------------------------------- | ------------- | ------- |
| 0         | Carmelo Peralta                                                                  | Alto Paraguay |         |
| 65        | Mayor Hilario Amarilla (Cruce 65) (Desvío a Bahía Negra)                         | Alto Paraguay | D095    |
| 97        | Coronel Juan Crisóstomo Centurión (Cruce Paragro) (Desvío a Puerto La Esperanza) | Alto Paraguay |         |
| 111       | Mayor Martín Urbieta (Desvío a Puerto Casado)                                    | Alto Paraguay |         |
| 155       | Coronel Paulino Alén (Desvío a Arocojnadi)                                       | Alto Paraguay |         |
| 174       | Cruce Centinela (Desvío a Punta Riel)                                            | Alto Paraguay |         |
| 192       | Doctor Cirilo Solalinde (Desvío a Chaidi)                                        | Alto Paraguay |         |
| 204       | Fortín Minas Cué                                                                 | Boquerón      | D093    |
| 245       | Fortín Teniente Montanía                                                         | Boquerón      | PY16    |
| 310       | Mariscal Estigarribia                                                            | Boquerón      | PY09    |
| 335       | Rosaleda                                                                         | Boquerón      |         |
| 474       | General Francisco Brizuela (Cruce Don Silvio) (Desvío a Infante Rivarola)        | Boquerón      | D092    |
| 532       | Pozo Hondo                                                                       | Boquerón      | PY12    |

## Largo
| Departamento  | km  |  |  |
|               |     |  |  |
| Alto Paraguay | 245 |  |  |
| Boquerón      | 286 |  |  |
|               |     |  |  |
| Total         | 531 |  |  |

## Tramo asfaltado y desvío hacia las colonias menonitas
Actualmente, el asfaltado de la Ruta Nacional PY15 se extiende oficialmente hasta el kilómetro 204, en la zona de Fortín Minas Cué. A partir de ese punto, la conexión vial pavimentada continúa a través de la Ruta D093, que permite el desvío hacia las localidades de Loma Plata y Filadelfia, en el departamento de Boquerón, hasta empalmar con la Ruta PY09 (Transchaco).
Este desvío constituye, en la práctica, el tramo actualmente transitable mediante pavimento en dirección a las principales colonias menonitas del Chaco paraguayo.
| Kilómetro | Localidad                                                                        | Departamento     | Empalme |
| --------- | -------------------------------------------------------------------------------- | ---------------- | ------- |
| 0         | Carmelo Peralta                                                                  | Alto Paraguay    |         |
| 65        | Mayor Hilario Amarilla (Cruce 65) (Desvío a Bahía Negra)                         | Alto Paraguay    | D095    |
| 97        | Coronel Juan Crisóstomo Centurión (Cruce Paragro) (Desvío a Puerto La Esperanza) | Alto Paraguay    |         |
| 111       | Mayor Martín Urbieta (Desvío a Puerto Casado)                                    | Alto Paraguay    |         |
| 155       | Coronel Paulino Alén (Desvío a Arocojnadi)                                       | Alto Paraguay    |         |
| 174       | Cruce Centinela (Desvío a Punta Riel)                                            | Alto Paraguay    |         |
| 192       | Doctor Cirilo Solalinde (Desvío a Chaidi)                                        | Alto Paraguay    |         |
| 204       | Fortín Minas Cué                                                                 | Boquerón         | D093    |
| Ruta D093 |                                                                                  |                  |         |
| 0         | Fortín Minas Cué                                                                 | Boquerón         | PY15    |
| 29        | Desvío a Punta Riel                                                              | Presidente Hayes |         |
| 51        | Desvío a Laguna Salada Chaco Lodge                                               | Presidente Hayes |         |
| 64        | Desvío a Fortín Isla Po'i                                                        | Presidente Hayes |         |
| 72        | Cruce a Loma Plata                                                               | Boquerón         |         |
| 90        | Cruce a Filadelfia                                                               | Boquerón         |         |
| 95        | Villa Choferes del Chaco                                                         | Boquerón         | PY09    |

| Paraguay | Rutas Nacionales de Paraguay (recategorización por el M.O.P.C desde 2019) |  |
| --- | ------------------------------------------------------------------------- |  |
| PY01 - PY02 - PY03 - PY04 - PY05 - PY06 - PY07 - PY08 - PY09 - PY10 - PY11 PY12 - PY13 - PY14 - PY15 - PY16 - PY17 - PY18 - PY19 - PY20 - PY21 - PY22 |                                                                           |  |